# Simeikine
Simeikine (en ucraniano: Сімейкине, romanizado: Simeykyne; en ruso: Семейкино, romanizado: Semeykino) es un asentamiento urbano ucraniano perteneciente al óblast de Lugansk. Situado en el este del país, hasta 2020 era parte del raión de Sorókine, pero desde entonces es parte del raión de Lugansk y del municipio (hromada) de Molodogvardisk. Sin embargo, según el sistema administrativo ruso que ocupa y controla la región, Simeikine sigue perteneciendo al raión de Krasnodón.
El asentamiento se encuentra ocupado por Rusia desde la guerra del Dombás, siendo administrado como parte de la de facto República Popular de Lugansk y luego ilegalmente integrado en Rusia como parte de la República Popular de Lugansk rusa.

## Geografía
Simeikine está 3 km al noroeste de Sorókine y 28 kilómetros al sureste de Lugansk. 

## Historia
El asentamiento fue construido en 1910-1914 simultáneamente con la línea ferroviaria Rodakove-Lijaya y la estación de tren Simeikine.  
En la década de 1930 se construyó un depósito de locomotoras y vagones. La localidad recibió el estatus de asentamiento de tipo urbano en 1938.
Durante la Segunda Guerra Mundial, algunos miembros de la organización clandestina Joven Guardia estaban activos en el pueblo. Siguiendo las instrucciones del cuartel general, realizaron propaganda antialemana y participaron en operaciones de combate hasta que a mediados de enero de 1943, los nazis los arrestaron y les dispararon.
En la época soviética, la propiedad central de la granja avícola Simeikin estaba ubicada en el pueblo.
A partir de mediados de abril de 2014, debido a la guerra del Dombás, Simeikine está controlada por la autoproclamada República Popular de Lugansk y no por las autoridades ucranianas.

## Demografía
La evolución de la población entre 1989 y 2022 fue la siguiente:
| 2681                                                          | 2329 | 2278 | 2237 | 2208 |
| (Fuente: Cities & Towns of Ukraine y UKRAINE: Größere Städte) |      |      |      |      |

Según el censo de 2001, la lengua materna de la mayoría de los habitantes, el 88,24%, es el ruso; del 11,5% es el ucraniano.

## Economía
En Simeikine están en funcionamiento un depósito de vagones, y PJSC Simeikinske, que se especializa en la cría de aves de corral, el cultivo de cereales y cultivos técnicos.

## Infraestructura

### Transporte
Hay una estación de tren con el mismo nombre dentro del asentamiento de Simeikine.